# Ligne de Roumazières-Loubert au Vigeant
La ligne de Roumazières-Loubert au Vigeant est une ancienne ligne de chemin de fer, qui reliait la gare de Roumazières-Loubert dans le département français de la Charente, sur la ligne de Limoges-Bénédictins à Angoulême, à celle du Vigeant sur la ligne de Lussac-les-Châteaux à Saint-Saviol dans le département de la Vienne en desservant notamment Confolens. 
Bien que presque entièrement déclassée, elle figure toujours dans la nomenclature du réseau ferré national sous le no 608 000.

## Histoire
Le Conseil général exprime pour la première fois un vœu pour la construction de la ligne en 1856. La ligne « de Confolens à Excideuil » est concédée par le conseil général de la Charente à la Compagnie des chemins de fer des Charentes par une convention signée le 12 février 1873 entre le département et la compagnie. La déclaration d'utilité publique de la ligne, à titre d'intérêt local, est prononcée par un décret du 13 juin 1874 qui approuve la convention de concession. La Compagnie des Charentes commence les travaux de la ligne avant d'être obligée d'interrompre le chantier, en 1877, du fait de difficultés financières. La ligne de Confolens à Exideuil est incorporée dans le réseau d'intérêt général par une loi le 18 mai 1878. Cette même loi approuve la convention signée le 31 mars 1877 entre la Compagnie des Charentes et l'État pour le rachat de la ligne par ce dernier. Le tracé définitif de la ligne, approuvé par décret en novembre 1879, permet une reprise du chantier que la compagnie toujours en déficit sous-traite à des entrepreneurs. Bien que les infrastructures soient en grande partie réalisée, le chantier est de nouveau arrêté en 1883. 
La section de ligne de Confolens au Vigeant a été déclarée d'utilité publique sous l'intitulé « de Confolens à la ligne de Civray au Blanc » par une loi le 7 avril 1879.
La ligne de Confolens à Exideuil est concédée à titre définitif par l'État à la Compagnie du chemin de fer de Paris à Orléans (PO) par une convention signée entre le ministre des Travaux publics et la compagnie le 28 juin 1883. Cette convention est approuvée par une loi le 20 novembre suivant. La ligne est ouverte à l'exploitation le 21 juillet 1887 et l'inauguration de la section de Roumazières à Confolens a lieu le 31 juillet 1887.
La Compagnie du chemin de fer de Paris à Orléans obtient par une convention signée avec le Ministre des travaux publics le 17 juin 1892 la concession à titre définitif de la ligne de « Confolens à la ligne de Civray au Blanc ». Cette convention est entérinée par une loi le 20 mars 1893.
Le 25 mai 1940, la ligne a été fermée au service des voyageurs. Le trafic des marchandises subsistera jusqu'au 1er janvier 1988, date de la fermeture à tous trafics. 
La ligne a été déclassée en plusieurs étapes :
- D'Availles au Vigeant, le 29 octobre 1970 (PK 29,150 à 41,780) : 29 octobre 1970[8].
- Section à Confolens (PK 16,935 à 17,633), le 19 mai 2000[9].
- De Roumazières-Loubert à Confolens (PK 0,300 à 16,935), le 6 mars 2006[10].

La voie entre Roumazières et Confolens a été remise en état et est utilisée par l'association Chemin de fer Charente-Limousine créée en 1992. En 2014, l'association projette de rouvrir à long terme la ligne jusqu'aux carrières de Négrat (commune de Saint-Germain-de-Confolens) dans un premier temps puis jusqu'à Lessac dans un second.